# Manuel Lapuente
Manuel Lapuente Díaz (Città del Messico, 15 maggio 1944) è un allenatore di calcio ed ex calciatore messicano, di ruolo attaccante.
Ha guidato il Messico alla vittoria della CONCACAF Gold Cup 1998 e della Confederations Cup 1999.

## Carriera

### Club
Ha giocato come attaccante in quattro diverse squadre messicane, Monterrey, Puebla, Necaxa e Atlas.

### Nazionale
Ha giocato 13 partite in nazionale, segnando cinque reti, nel periodo tra il 1967 e il 1973.

### Allenatore
Ha guidato molte squadre in Messico, alcune per diversi periodi, come ad esempio il Puebla Fútbol Club, allenato in due occasioni diverse, o l'Atlante e l'América di Città del Messico. Ha allenato la nazionale di calcio messicana al campionato del mondo 1998 e ha vinto la CONCACAF Gold Cup 1998 e la Confederations Cup 1999.

## Palmarès

### Giocatore
- Giochi panamericani: 1

1967

### Allenatore

#### Club

##### Competizioni nazionali
- Campionato messicano di calcio: 4

Puebla Fútbol Club: 1982-1983, 1989-1990
Club Necaxa: 1994-1995, 1995-1996

##### Competizioni internazionali
- CONCACAF Cup Winners Cup: 1

Club Necaxa: 1994

#### Nazionale
- Gold Cup: 1

Messico: 1998
- Confederations Cup: 1

Messico: 1999